# 해피 댄싱
《해피 댄싱》(영어: Finding Your Feet)은 영국에서 제작된 리처드 론크레인 감독의 2017년 로맨틱 코미디 영화이다. 이멜다 스탠턴 등이 출연하였고, 메그 레너드 등이 제작에 참여하였다. 영국에서 2018년 2월 23일 개봉되었다.

## 출연진
- 이멜다 스탠턴
- 티머시 스폴
- 실리아 임리
- 조애나 럼리
- 데이비드 헤이먼
- 존 세션스
- 조시 로런스
- 인드라 오베이
- 샨 토머스

## 기타 제작진
- 배역: 아이린 램
- 미술: 존 벙커
- 의상: 질 테일러
- 특수 효과: 크리스 레이놀즈
- 음향 감독: 앨러스터 서킷